# Les Quatre Fantastiques et le Surfer d'argent
Pour les articles homonymes, voir Les Quatre Fantastiques (homonymie) et Les Quatre Fantastiques et le Surfer d'argent (jeu vidéo).
Série
Les Quatre Fantastiques
(2005)
Pour plus de détails, voir Fiche technique et Distribution.
Les Quatre Fantastiques et le Surfer d'argent (Fantastic Four: Rise of the Silver Surfer) est un film américano-britannico-allemand réalisé par Tim Story, sorti en 2007,.
Il constitue la suite du film Les Quatre Fantastiques du même réalisateur, sorti en 2005. Les deux films sont inspirés des comics de Stan Lee et Jack Kirby, publiés chez Marvel Comics, qui mettent en vedette l'équipe de super-héros des Quatre Fantastiques.
Ayant réalisé moins de recettes que son prédécesseur, un troisième volet et un spin-off sur le Surfeur d'Argent furent annulés. La série des Quatre Fantastiques redémarra en 2015 avec les Quatre Fantastiques mais le film fut un échec commercial.

## Synopsis
Reed Richard, alias Mister Fantastic, et Susan Storm, la Femme invisible, membres des Quatre Fantastiques, sont sur le point de se marier, les préparatifs pour la cérémonie étant enfin achevés.
Mais, du fond de l'espace surgit le Surfer d'argent, un puissant extraterrestre qui provoque sur Terre divers accidents climatiques. Reed et Susan, avec leurs coéquipiers Ben Grimm (la Chose) et Johnny Storm (la Torche humaine), se voient obligés de faire face à la menace en s’associant avec leur ennemi de toujours, le Docteur Fatalis.
Mais le Surfer d’argent ne représente pas le pire danger car il est en fait l'émissaire de Galactus, le Dévoreur de mondes. La Terre n’a alors plus que sept jours devant elle.
Scène post-générique
Le surfer d'argent, flottant dans l'espace, ouvre les yeux et se saisit de sa planche.

## Fiche technique
Sauf indication contraire, les informations mentionnées dans cette section peuvent être confirmées par les bases de données cinématographiques IMDb et Allociné,  présentes dans la section « Liens externes ».
- Titre original : Fantastic Four: Rise of the Silver Surfer
- Titre français : Les Quatre Fantastiques et le Surfer d'argent (ou Les 4 Fantastiques et le Surfer d'argent)
- Réalisation : Tim Story
- Scénario : Mark Frost et Don Payne, d'après une histoire de John Turman et Mark Frost, d'après les personnages créés par Stan Lee et Jack Kirby
- Musique : John Ottman
- Direction artistique : Sandi Tanaka et Daniel T. Dorrance
- Décors : Kirk M. Petruccelli
- Costumes : Mary E. Vogt
- Photographie : Larry Blanford
- Son : Greg Orloff, Gary C. Bourgeois, Craig Henighan
- Montage : William Hoy et Peter S. Elliot
- Production : Avi Arad, Bernd Eichinger et Ralph Winter
  - Production exécutive : Chen On Chu (Hong Kong) et Richard Sharkey (Londres)
  - Production déléguée : Chris Columbus, Kevin Feige, Stan Lee, Mark Radcliffe et Michael Barnathan
  - Production associée : Stewart Bethune et Allison Calleri
  - Coproduction : Lee Cleary et Ross Fanger
- Sociétés de production[3] :
  - États-Unis : 1492 Pictures, en association avec Marvel Studios, Dune Entertainment et FortyFour Studios, présenté par Twentieth Century Fox
  - Allemagne : Bernd Eichinger Productions, en association avec Constantin Film
  - Royaume-Uni : produit en association avec Ingenious Film Partners
- Sociétés de distribution : Twentieth Century Fox ; Twentieth Century Fox France (France)
- Budget : 130 millions de $[4]
- Pays de production :  États-Unis,  Allemagne,  Royaume-Uni
- Langues originales : anglais, japonais, chinois, arabe
- Format[5] : couleur (Technicolor) / (DeLuxe) - 35 mm / D-Cinema - 2,35:1 (Cinémascope) (Panavision) - son DTS | Dolby | SDDS
- Genre : fantastique, action, aventures, science-fiction, supér-héros
- Durée : 92 minutes
- Dates de sortie[6] :
  - Royaume-Uni : 12 juin 2007 (première mondiale à Londres)[7] ; 15 juin 2007 (sortie nationale)
  - États-Unis, Québec : 15 juin 2007[8]
  - Belgique : 4 juillet 2007 (Journée du cinéma américain de Wilkinson / Wilkinson American Movie Day) ; 8 août 2007 (sortie nationale)[9]
  - Allemagne : 20 juillet 2007
  - France, Suisse romande : 8 août 2007[10]
- Classification[11] :
  - États-Unis : des scènes peuvent heurter les enfants - accord parental souhaitable (PG - Parental Guidance Suggested)[Note 1]
  - Royaume-Uni : pour un public de 8 ans et plus - accord parental souhaitable (PG - Parental Guidance)
  - Allemagne : interdit aux moins de 12 ans (FSK 12)
  - France : tous publics[12]
  - Belgique : tous publics (Alle Leeftijden)[9]
  - Suisse romande : interdit aux moins de 10 ans[13]
  - Québec : tous publics (G - General Rating)[8]

## Distribution
- Ioan Gruffudd (VF : Xavier Fagnon) : Reed Richards / M. Fantastique
- Jessica Alba (VF : Barbara Delsol) : Susan Storm / la Femme invisible
- Chris Evans (VF : Maël Davan-Soulas) : Johnny Storm / la Torche humaine
- Michael Chiklis (VF : Patrick Floersheim) : Ben Grimm / la Chose
- Julian McMahon (VF : Arnaud Arbessier) : Victor von Fatalis, alias le Docteur Fatalis
- Kerry Washington (VF : Annie Milon) : Alicia Masters
- Andre Braugher (VF : Bruno Henry) : le général Hager
- Doug Jones (capture de mouvement) et Laurence Fishburne (voix) (VF : Lionel Henry) : Norrin Radd / le Surfer d'argent
- Beau Garrett (VF : Danièle Douet) : le capitaine Frankie Raye
- Brian Posehn (VF : Michel Mella) : le pasteur
- Zach Grenier : M. Sherman / Rafke
- Kenneth Welsh : le docteur Jeff Wagner
- Vanessa Lachey (VF : Edwige Lemoine) : Julie Angel (petite amie de Johnny)
- Debbie Timuss : Candy
- Moneca Delain : Julia
- Crystal Lowe : Nicole
- Stan Lee : lui-même (en tant qu'invité refoulé au mariage de Susan et Reed)
- Giuliana Rancic : elle-même (une journaliste des « potins mondains »)

## Production

### Scénario
Le scénario est inspiré des numéros 48 à 50 de Fantastic Four relatant la première confrontation des Quatre Fantastiques avec le Surfer d'argent, et des numéros 57 à 60 où ce dernier rencontre le Docteur Fatalis.

### Tournage

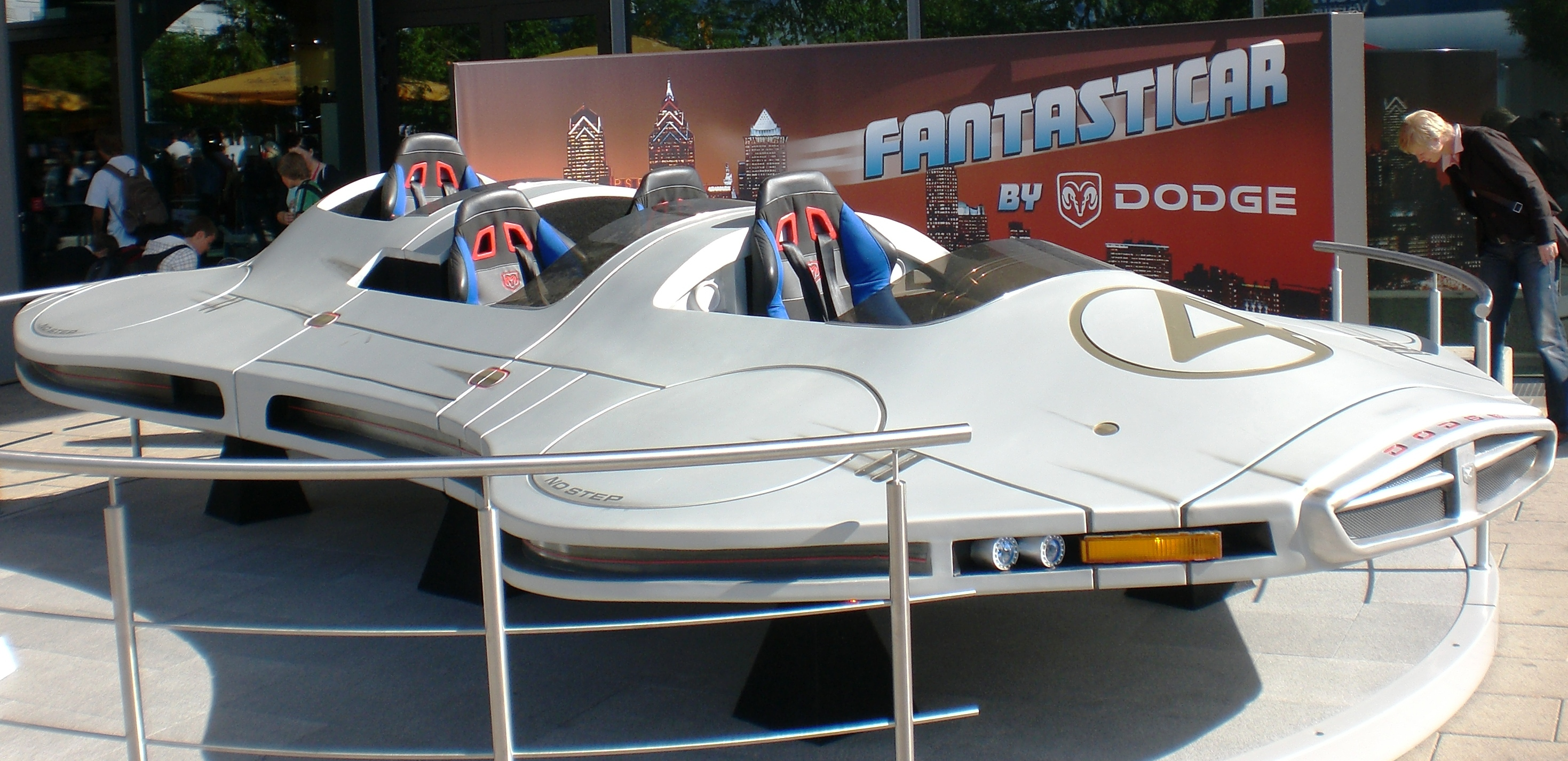
La version du Fantasticar créée par la marque Dodge.

Présent depuis le début de la bande dessinée originale, le véhicule volant Fantasticar (en) fait son apparition dans le film. Modernisé, il est réalisé par le constructeur automobile Dodge.

### Caméo
Frankie Raye (future Nova, hérault de Galactus) fait aussi son entrée, sous les traits de Beau Garrett. Néanmoins, son personnage peut être qualifié de caméo, sa durée d'apparition étant très courte.
Stan Lee fait un caméo. Il interprète son propre rôle, et essaie de s'introduire au mariage de Reed Richards et Susan Storm sans y être invité et en se faisant refouler.

## Accueil

### Accueil critique
Contrairement au premier opus, cette suite reçoit un accueil critique plus mitigé que négatif. Sur le site agrégateur Rotten Tomatoes, il obtient un score de 37 % de critiques positives, basé sur 170 critiques professionnelles. Sur le site Metacritic, il obtient un score de 45 % de critiques positives, basé sur 33 critiques professionnelles.
L'apparence de Galactus dans le film a été contestée par les fans. On peut le voir sous la forme d'une tempête nuageuse, alors que dans le comic book original, c'est un être humanoïde mesurant une dizaine de mètres de haut, vêtu d'un costume bleu et mauve et ayant un casque évoquant les couvre-chefs de la civilisation maya.

### Box-office
- Budget : 130 000 000 $
- Recettes mondiales totales : 301 913 131 $
- Recettes États-Unis : 131 921 738 $
- Nombre d'entrées en France : 1 671 715 entrées[20]
- Ventes DVD : 3 734 216, soit 62 307 861 $[21]

## Distinctions
Entre 2007 et 2008, le film Les 4 Fantastiques et le Surfer d'argent a été sélectionné 20 fois dans diverses catégories et a remporté 3 récompenses,.

### Récompenses
2007
- Prix Scream : Prix Scream du super-héros la plus sexy pour Jessica Alba.

2008
- Bande-annonce d'or : Bande-annonce d'or de la meilleure affiche de cinéma.
- Prix du choix des enfants : Prix Blimp de l'actrice de cinéma préférée pour Jessica Alba.

### Nominations
2007
- Prix Schmoes d'or : Pire film de l'année.
- MTV - Prix du film et de la télévision : Meilleur film de l’été que vous n'avez pas encore vu.
- Prix du jeune public :
  - Meilleur film d'action / aventure,
  - Meilleur acteur dans un film d’action / aventure pour Chris Evans,
  - Meilleure actrice dans un film d’action / aventure pour Jessica Alba,
  - Meilleure crise de colère pour Jessica Alba,
  - Meilleure scène de danse pour Ioan Gruffudd,
  - Meilleur combat pour Chris Evans contre Julian McMahon,
  - Meilleur méchant pour Julian McMahon,
  - Meilleur film de l'été - Drame / action-aventure.
- Prix nationaux du cinéma (Royaume-Uni) : Meilleur film de famille.
- Prix Scream :
  - Meilleure adaptation de comics au cinéma,
  - Meilleur super-héros pour Chris Evans (La Torche Humaine),
  - Meilleur super-héros pour Michael Chiklis (Ben Grimm / La Chose).

2008
- Académie des films de science-fiction, fantastique et d'horreur - Prix Saturn : Meilleur film de science-fiction
- Prix Razzie :
  - Pire actrice pour Jessica Alba,
  - Pire couple à l'écran pour Jessica Alba, Hayden Christensen, Dane Cook et Ioan Gruffudd.

## Suites
Une suite était prévue pour 2009, mais les plans étant de conclure la trilogie furent finalement annulés par le studio, malgré le souhait du réalisateur d'introduire le personnage de la Panthère noire, interprété par Djimon Hounsou.
Un reboot réalisé par Josh Trank sort en août 2015, sous le nom Les Quatre Fantastiques.